# Alstroemeriaceae
Las alstroemeriáceas son una familia de plantas monocotiledóneas, herbáceas y perennes perteneciente al orden de las liliales. Son originarias de América Central, Sudamérica y Oceanía. Algunos de sus miembros presentan flores muy vistosas, relativamente grandes y de variados colores. Por esa razón, algunas de las especies de esta familia suelen ser empleadas como plantas ornamentales y, muy especialmente, como flor de corte.
La familia comprende cinco géneros y cerca de 230 especies distribuidas en dos tribus Alstroemerieae y Luzuriageae. Hasta hace pocos años los miembros de esta familia eran considerados como una parte de una amplia circunscripción de las liliáceas, pero
los análisis moleculares de ADN y los análisis filogenéticos basados tanto en los datos moleculares como en la morfología y anatomía, demostraron que constituyen una familia separada.
La familia fue denominada por Barthélemy Charles Joseph Dumortier a partir del género tipo Alstroemeria. Este género, a su vez, fue nombrado en honor del botánico sueco barón Clas Alströmer por su amigo Carlos Linneo. Las semillas fueron colectadas por Alströmer en un viaje a Sudamérica en 1753.

## Descripción
Introducción teórica en Terminología descriptiva de las plantas

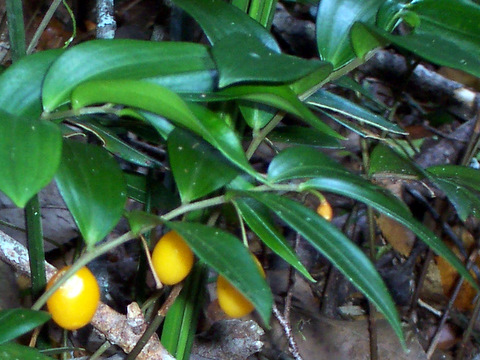
Hojas y frutos de Drymophila moorei, un miembro de la tribu Luzuriageae.

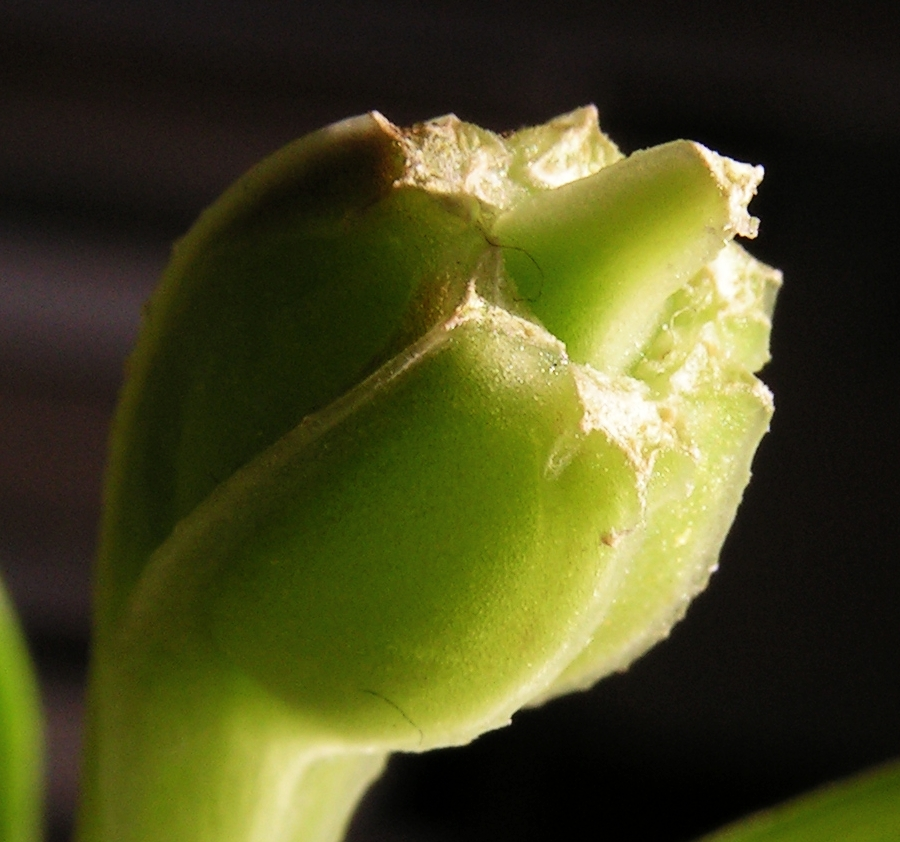
Fruto inmaduro de un cultivar de Alstroemeria.

Son plantas herbáceas, erectas o volubles, con rizomas simpodiales. Algunas de las raíces están engrosadas y contienen almidón. El tallo es folioso. Las hojas son lineares a lanceoladas u oblongas, bastante anchas en relación con otras monocotiledóneas, enteras, angostándose hacia la base, generalmente resupinadas, es decir, retorcidas de forma tal que la superficie superior durante el desarrollo se vuelve inferior durante la madurez.
Las inflorescencias son terminales y umbeliformes, constituyendo cimas helicoidales, rodeadas usualmente por un involucro de brácteas, raramente reducidas a una única flor.
Las flores son muy vistosas y relativamente grandes en los géneros de Alstroemerieae, bastante más pequeñas e inaparentes en Luzuriageae. Son hermafroditas, trímeras, actinomorfas a levemente zigomorfas. El perigonio está formado por seis tépalos libres en la base, dispuestos en dos ciclos. En Luzuriageae el color de las flores es blanco. En Alstroemerieae, en cambio, puede ser amarillo, rojo, rosa, anaranjado o verde, dependiendo de la especie y de la variedad, en general con manchas oscuras. Presentan nectarios en la base de dos de los tépalos internos. El androceo está formado por seis estambres, dispuestos en dos ciclos, con los filamentos libres entre sí y libres de los tépalos, angostos, alternan con las piezas del perigonio. Las anteras son basifijas, no versátiles, con dehiscencia introrsa y longitudinal. La microsporogénesis es sucesiva y el tapete es de tipo glandular. Los granos de polen son sulcados, usualmente plano-convexos y compuestos por dos células. El gineceo es de ovario ínfero, trilocular, con numerosos óvulos anátropos de placentación axilar. El fruto es una cápsula loculicida, umbonada o truncada apicalmente, con seis costillas longitudinales en Alstroemerieae. En los géneros de Luzuriageae, en cambio, el fruto es una baya.
Las semillas son redondas o esferoidales, con el embrión pequeño en relación con el endosperma, a la madurez con tegumento seco en Alstroemeria y sarcotesta en Bomarea.
Presentan rafidios de oxalato de calcio en diferentes órganos.

### Citología
Las alstroemeriáceas presentan un cariotipo bimodal, es decir, compuesto por un grupo de cromosomas largos y otro grupo de cromosomas pequeños, siendo el número cromosómico básico x=8 y 9 para Alstroemeriaeae y x=10 para Luzuriageae. Dentro de Alstroemeriaeae, las especies diploides de Bomarea tienen un par de cromosomas de más (2n=18) con respecto a las especies de Alstroemeria (2n=16); no obstante, las mismas presentan una menor longitud cromosómica total. Otra diferencia entre ambos géneros es que las especies de Bomarea tienen cariotipos más simétricos. Los análisis cariotípicos sobre estas especies indican que existen considerables diferencias cariológicas entre ambos géneros.
Con respecto al contenido de ADN por genoma haploide, solo existen datos para especies de Alstroemeria. El valor promedio es de 26,72 pg con un mínimo de 18,25 y un máximo de 40,45.

## Distribución
Las alstroemerídeas se distribuyen en América tropical y templada, desde México y las Antillas hasta el Tierra del Fuego. Las luzuriagídeas se distribuyen desde Perú hasta las Islas Malvinas y Tierra del Fuego, Nueva Zelanda y Australia (desde Nueva Gales del Sur hasta Tasmania).

## Evolución y Filogenia
La edad de las alstroemerídeas y de sus parientes extintos pertenecientes al mismo linaje, se ha estimado en 76 millones de años, y la del grupo corona, edad en la que se supone iniciaron su divergencia los miembros actuales de esa tribu, en 30 millones de años. La edad del grupo troncal de las luzuriagídeas es de 79 millones de años, y la del grupo corona, de 56 millones de años.
Alstroemerieae y Luzuriageae son dos clados hermanos. Las dos tribus comparten caracteres vegetativos como el ser enredaderas con hojas resupinadas. Colchicaceae, a su vez, es hermana del conjunto formado por Alstroemerieae y Luzuriageae. Algunos géneros de Colchicaceae tienen hojas retorcidas, al igual que las alstromeriáceas. Petermannia fue incluido en Colchicaceae en el sistema de clasificación APG y en el APG II (2003. Más tarde se determinó que este género constituye una familia en sí mismo, las petermaniáceas, y que la misma es hermana de las tres familias mencionadas.
A continuación se brinda el cladograma que muestra las relaciones existentes entre las alstroemeriáceas y otras familias dentro del orden de las liliales.

|                  | Colchicaceae                                                   |
|                  |                                                                |
| Alstroemeriaceae | \| \| Luzuriageae \| \| \| \| \| \| Alstroemerieae \| \| \| \| |
|                  | \| \| Luzuriageae \| \| \| \| \| \| Alstroemerieae \| \| \| \| |
|                  | Luzuriageae                                                    |
|                  |                                                                |
|                  | Alstroemerieae                                                 |
|                  |                                                                |

|  | Luzuriageae    |
|  |                |
|  | Alstroemerieae |
|  |                |

|                  | Colchicaceae                                                   |
|                  |                                                                |
| Alstroemeriaceae | \| \| Luzuriageae \| \| \| \| \| \| Alstroemerieae \| \| \| \| |
|                  | \| \| Luzuriageae \| \| \| \| \| \| Alstroemerieae \| \| \| \| |
|                  | Luzuriageae                                                    |
|                  |                                                                |
|                  | Alstroemerieae                                                 |
|                  |                                                                |

|  | Luzuriageae    |
|  |                |
|  | Alstroemerieae |
|  |                |

|  | Rhipogonaceae |
|  |               |
|  | Philesiaceae  |
|  |               |

|  | Smilacaceae |
|  |             |
|  | Liliaceae   |
|  |             |

|  | Rhipogonaceae |
|  |               |
|  | Philesiaceae  |
|  |               |

|  | Smilacaceae |
|  |             |
|  | Liliaceae   |
|  |             |

|                  | Colchicaceae                                                   |
|                  |                                                                |
| Alstroemeriaceae | \| \| Luzuriageae \| \| \| \| \| \| Alstroemerieae \| \| \| \| |
|                  | \| \| Luzuriageae \| \| \| \| \| \| Alstroemerieae \| \| \| \| |
|                  | Luzuriageae                                                    |
|                  |                                                                |
|                  | Alstroemerieae                                                 |
|                  |                                                                |

|  | Luzuriageae    |
|  |                |
|  | Alstroemerieae |
|  |                |

|                  | Colchicaceae                                                   |
|                  |                                                                |
| Alstroemeriaceae | \| \| Luzuriageae \| \| \| \| \| \| Alstroemerieae \| \| \| \| |
|                  | \| \| Luzuriageae \| \| \| \| \| \| Alstroemerieae \| \| \| \| |
|                  | Luzuriageae                                                    |
|                  |                                                                |
|                  | Alstroemerieae                                                 |
|                  |                                                                |

|  | Luzuriageae    |
|  |                |
|  | Alstroemerieae |
|  |                |

|  | Rhipogonaceae |
|  |               |
|  | Philesiaceae  |
|  |               |

|  | Smilacaceae |
|  |             |
|  | Liliaceae   |
|  |             |

|  | Rhipogonaceae |
|  |               |
|  | Philesiaceae  |
|  |               |

|  | Smilacaceae |
|  |             |
|  | Liliaceae   |
|  |             |

|                  | Colchicaceae                                                   |
|                  |                                                                |
| Alstroemeriaceae | \| \| Luzuriageae \| \| \| \| \| \| Alstroemerieae \| \| \| \| |
|                  | \| \| Luzuriageae \| \| \| \| \| \| Alstroemerieae \| \| \| \| |
|                  | Luzuriageae                                                    |
|                  |                                                                |
|                  | Alstroemerieae                                                 |
|                  |                                                                |

|  | Luzuriageae    |
|  |                |
|  | Alstroemerieae |
|  |                |

|                  | Colchicaceae                                                   |
|                  |                                                                |
| Alstroemeriaceae | \| \| Luzuriageae \| \| \| \| \| \| Alstroemerieae \| \| \| \| |
|                  | \| \| Luzuriageae \| \| \| \| \| \| Alstroemerieae \| \| \| \| |
|                  | Luzuriageae                                                    |
|                  |                                                                |
|                  | Alstroemerieae                                                 |
|                  |                                                                |

|  | Luzuriageae    |
|  |                |
|  | Alstroemerieae |
|  |                |

|  | Rhipogonaceae |
|  |               |
|  | Philesiaceae  |
|  |               |

|  | Smilacaceae |
|  |             |
|  | Liliaceae   |
|  |             |

|  | Rhipogonaceae |
|  |               |
|  | Philesiaceae  |
|  |               |

|  | Smilacaceae |
|  |             |
|  | Liliaceae   |
|  |             |

|                  | Colchicaceae                                                   |
|                  |                                                                |
| Alstroemeriaceae | \| \| Luzuriageae \| \| \| \| \| \| Alstroemerieae \| \| \| \| |
|                  | \| \| Luzuriageae \| \| \| \| \| \| Alstroemerieae \| \| \| \| |
|                  | Luzuriageae                                                    |
|                  |                                                                |
|                  | Alstroemerieae                                                 |
|                  |                                                                |

|  | Luzuriageae    |
|  |                |
|  | Alstroemerieae |
|  |                |

|                  | Colchicaceae                                                   |
|                  |                                                                |
| Alstroemeriaceae | \| \| Luzuriageae \| \| \| \| \| \| Alstroemerieae \| \| \| \| |
|                  | \| \| Luzuriageae \| \| \| \| \| \| Alstroemerieae \| \| \| \| |
|                  | Luzuriageae                                                    |
|                  |                                                                |
|                  | Alstroemerieae                                                 |
|                  |                                                                |

|  | Luzuriageae    |
|  |                |
|  | Alstroemerieae |
|  |                |

|  | Rhipogonaceae |
|  |               |
|  | Philesiaceae  |
|  |               |

|  | Smilacaceae |
|  |             |
|  | Liliaceae   |
|  |             |

|  | Rhipogonaceae |
|  |               |
|  | Philesiaceae  |
|  |               |

|  | Smilacaceae |
|  |             |
|  | Liliaceae   |
|  |             |

## Taxonomía

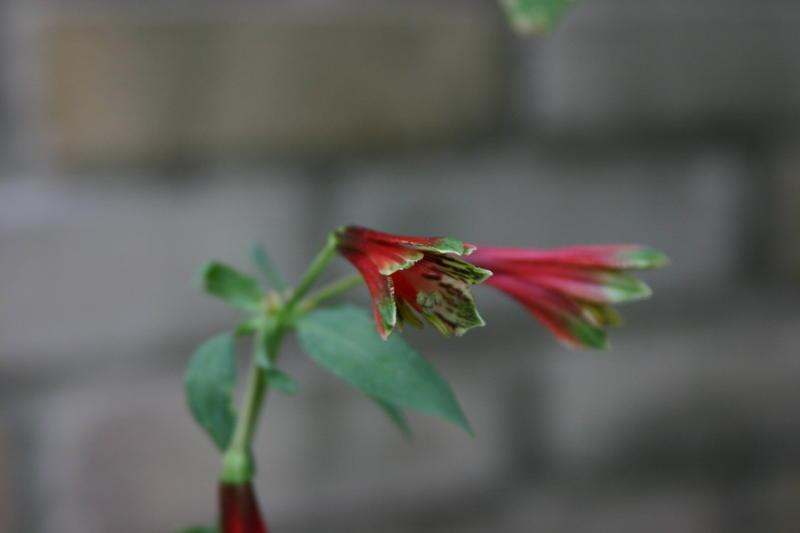
Inflorescencia de Alstroemeria psittacina, conocida como "flor de papagayo", especie originaria de Brasil y noreste de Argentina.

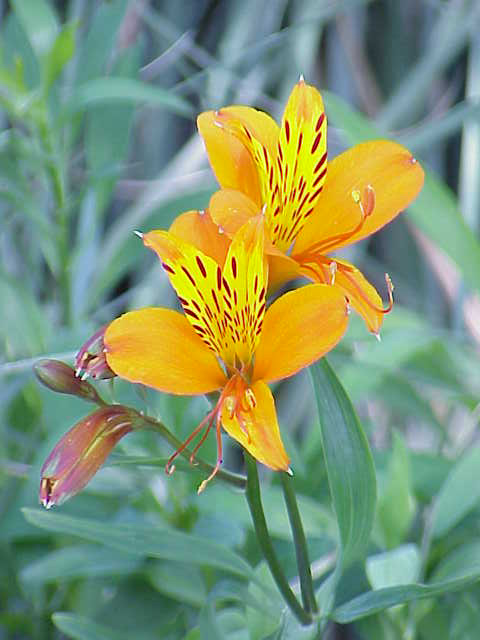
Inflorescencia de Alstroemeria aurantiaca, especie originaria del sur de Chile y Argentina.

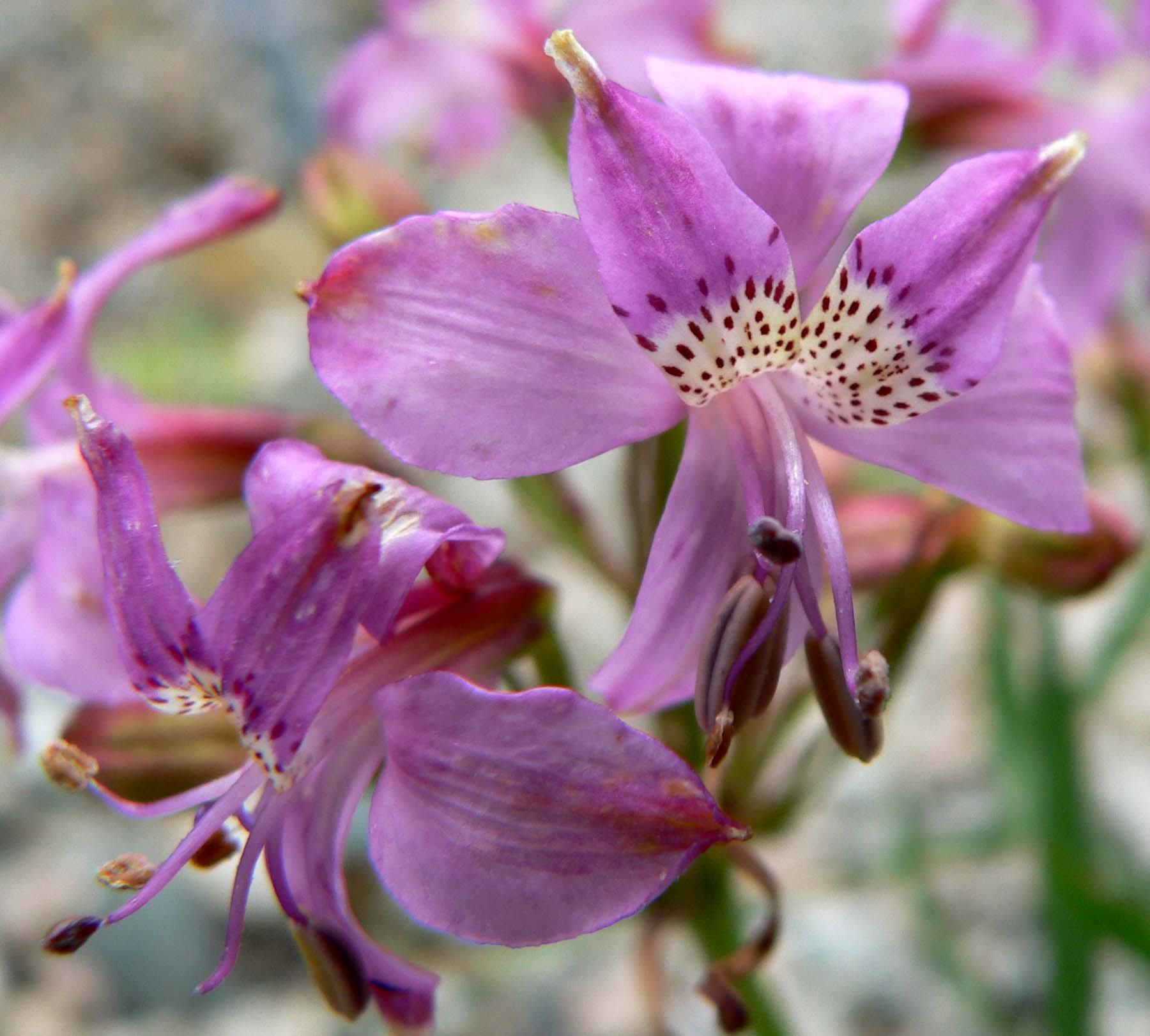
Alstroemeria revoluta, fotografía tomada en los jardines botánicos de la Universidad de la Columbia Británica ("University of British Columbia").

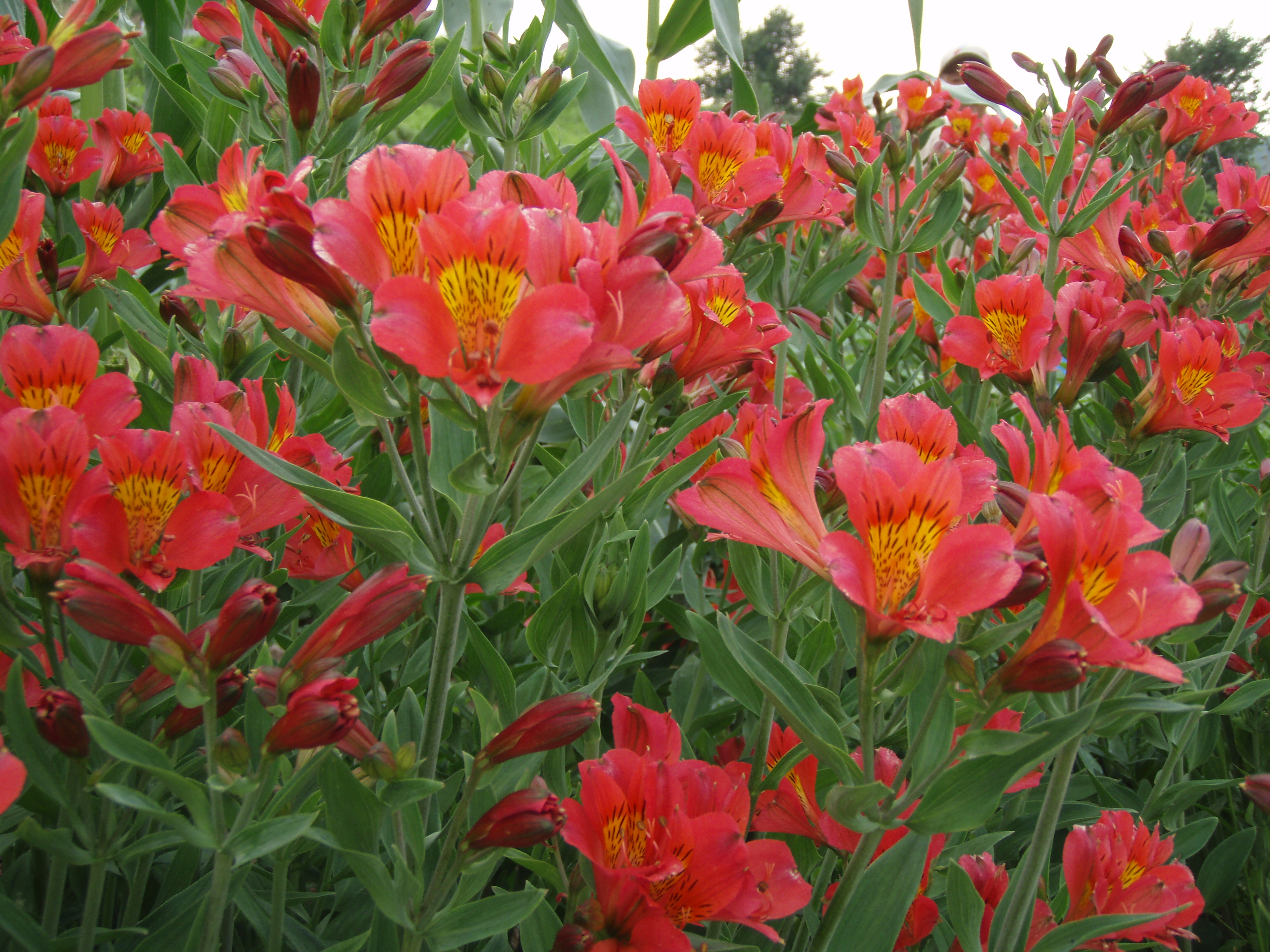
Un cultivar moderno de Alstroemeria.

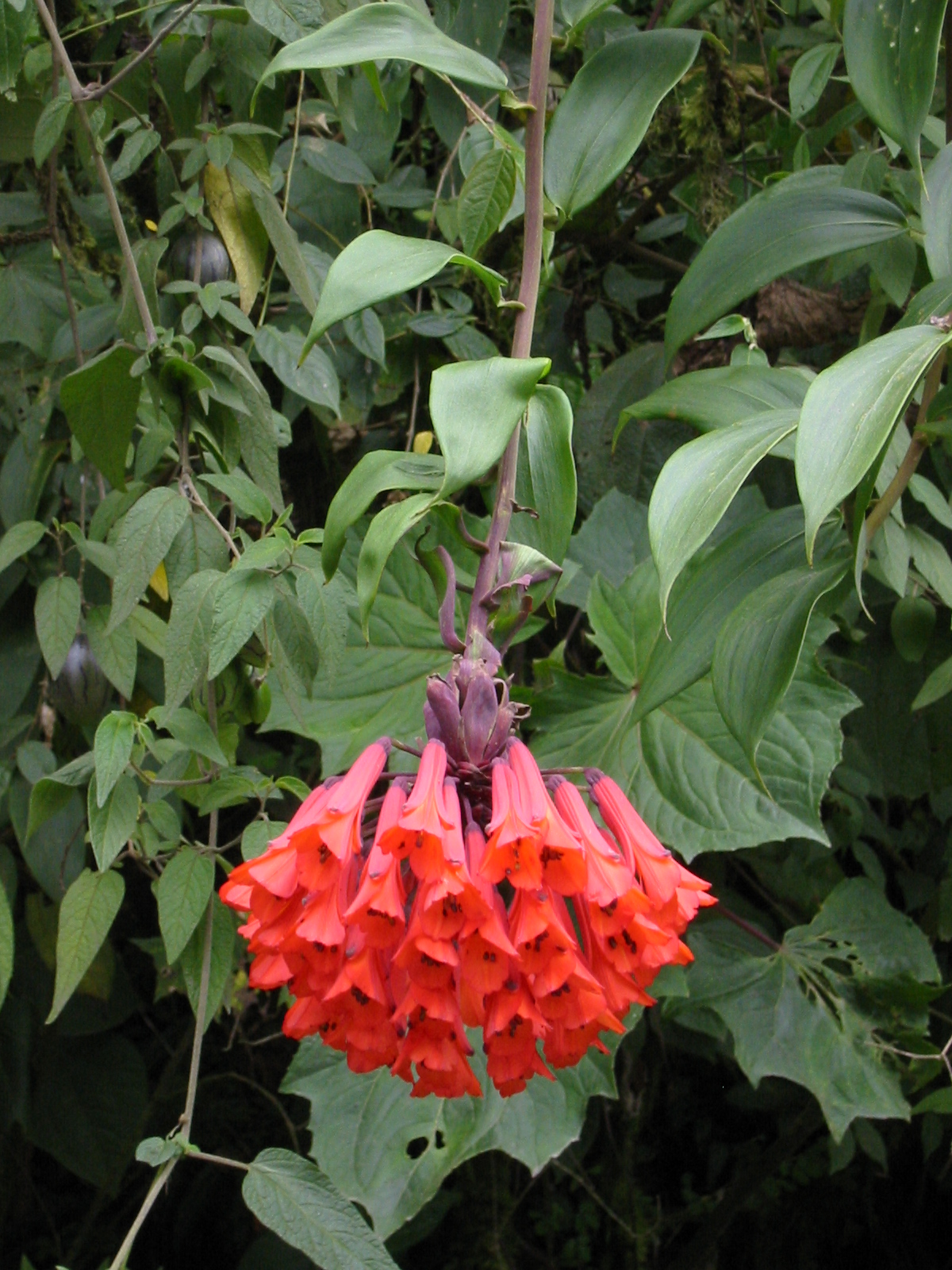
Inflorescencia de una especie de Bomarea fotografiada en el sur de Ecuador.

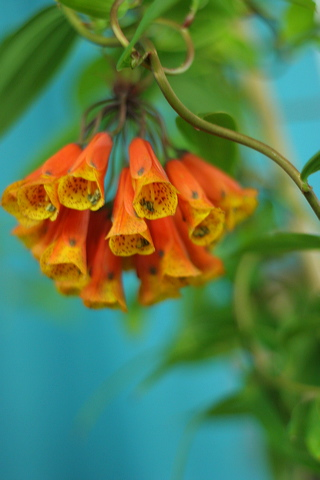
Inflorescencia de Bomarea caldasii..

### Historia taxonómica
Tradicionalmente se ha emplazado a Alstroemeria y Bomarea en la familia Amaryllidaceae y bajo el orden Liliales (=Liliiflorae), criterio sustentado por la mayoría de los
taxónomos de los siglos XIX y XX. John Hutchinson, en 1959, elevó la tribu Alstroemerieae de Amaryllidaceae al rango de familia independiente, Alstroemeriaceae, rehabilitando así la jerarquía original propuesta por Dumortier, quien en 1829 instauró la familia. No obstante, Hutchinson la segregó a un orden independiente: Alstroemeriales. La historia taxonómica de Luzuriaga también ha sido materia de controversias, con no menos de cuatro circunscripciones diferentes a nivel de familia: Liliaceae, Smilacaceae, Philesiaceae y Luzuriagaceae. En 2003, el sistema de clasificación APG II dispuso a Alstroemeria y Bomarea en una familia independiente de las liliáceas, Alstroemeriaceae. De idéntico modo, segregó también a Luzuriaga y Drymophila en otra familia separada, Luzuriagaceae. Ambas familias fueron incluidas dentro del orden de las liliales.
Sobre la base de sus relaciones filogenéticas, en 2009 los integrantes de las alstromeriáceas y de las luzuriagáceas fueron dispuestos por el sistema de clasificación APG III en una misma familia, la cual mantiene el nombre de la primera por el principio de conservación del Código Internacional de Nomenclatura Botánica. La familia, a su vez, se dividió en dos tribus, alstroemerídeas y luzuriagídeas, lo que refleja que -pese a que presentan una gran afinidad filogenética- ambos taxa pueden ser distinguidos por varios caracteres.

### Alstroemereae
En varias revisiones de los integrantes de este taxón (referido como Alstroemeriaceae) se incluyen cuatro o cinco géneros: Alstroemeria, Bomarea, Schickendantzia, Leontochir y Schickendantziella, a las que se agregó el género Taltalia en 1998. No obstante, los géneros monotípicos Schikendtzia y Taltalia han sido incluidos dentro de Alstroemeria sobre la base de detallados estudios morfológicos, anatómicos y cromosómicos. Por otro lado, Leontochir ovallei, único representante de su género, ha demostrado en los análisis moleculares y morfológicos que se asocia y entremezcla con las especies de Bomarea, por lo que no se lo puede reconocer como un género aparte. Fue transferido en el 2000 a Bomarea, como Bomarea ovallei.
El número exacto de especies de los tres géneros es difícil de precisar con exactitud ya que constantemente se descubren nuevas especies para la ciencia y existen, además, problemas nomenclaturales.
- Alstroemeria L., Pl. Alströmeria: 8 (1762). Incluye 122 especies distribuidas desde el sur de Venezuela hasta el sur de América del Sur.
- Bomarea Mirb., Hist. Nat. Pl. 9: 71 (1804). Incluye 113 especies distribuidas por América tropical y Subtropical.
- Schickendantziella Speg., Anales Mus. Nac. Buenos Aires 9: 8, 1903. Es un género monotípico, es decir que incluye una sola especie, del noroeste de Argentina.

### Luzuriageae
Esta tribu comprende dos géneros y seis especies. Los géneros, conjuntamente con su publicación válida, distribución y número de especies se listan a continuación:
- Drymophila R.Br., Prodr.: 292 (1810). Este y Sudeste de Australia. Comprende dos especies
- Luzuriaga Ruiz & Pav., Fl. Peruv. 3: 65 (1802), nom. cons. Nueva Zelanda, desde el centro de Chile hasta el sur y las Islas Malvinas. Incluye cuatro especies.

## Importancia económica y cultural

### Como alimento
Bomarea edulis se distribuye desde México hasta Argentina, sus raíces tuberosas han sido utilizadas desde tiempos precolombinos como alimento. De hecho, una planta bien desarrollada puede tener hasta 20 tubérculos radicales de hasta 5 cm de diámetro.

### Como plantas ornamentales
Algunas de las especies de Alstroemeriáceas que se cultivan como plantas ornamentales, son:
- Alstroemeria aurea: nativa del sur de Chile y Argentina, incluyendo Chiloé, crece en los sotobosques húmedos. Florece en verano. Las flores tienen de 3 a 4 cm de diámetro, son de color amarillo hasta anaranjado y los tépalos exteriores están manchados de tonalidades verdosas.[52]
- Alstroemeria haemantha: nativa de Chile, especialmente en la región de Valparaíso. Crece en las laderas rocosas bien drenadas. Florece a principios de verano. Las flores tienen hasta 5 cm de diámetro y son de color rojo a anaranjado fuerte. Los tépalos exteriores son oblongos a obovados.[52]
- Alstroemeria ligtu: nativa de Chile, crece en suelos pedregosos y arenosos, secos. Florece a fines de la primavera y principios de verano y presenta una altura entre 60 cm y 1 m. Las flores son de variados colores, usualmente lilas y rosadas, rojizas o blanquecinas. En la naturaleza las flores de esta especie son rosadas pero las flores o plantas que se comercializan como "híbridos ligtu" son, en realidad el producto del cruzamiento entre A. ligtu y A. haemantha, obtenidos por Clarence Elliott en 1927 cuando introdujo las especies parentales a Inglaterra desde Chile.[52]
- Alstroemeria psittacina es una especie que se distribuye por el Cerrado y el Pantanal en Brasil, en Perú y alcanza, hacia el sur, la provincia de Misiones en Argentina. Las flores, de 4 a 5 cm de largo, se hallan dispuestas en umbelas de 5 a 6 flores. Los tépalos son de color rojo en las dos terceras partes inferiores, verdosos en el ápice y manchados.[52]
- Bomarea ovallei (sin.: Leontochyr ovallei) es una especie endémica de Chile que habita suelos pedregosos, a pleno sol, en una restringida área costera de la III región de Chile. Posee flores rojas, más raramente amarillas, reunidas en llamativas inflorescencias de hasta 10 cm de diámetro. Esta especie es conocida como "garra de león" o "mano de león". Es una especie en peligro por su distribución restringida y porque sus tubérculos son alimento de guanacos y otros animales introducidos en su hábitat natural. Presenta un gran potencial como especie ornamental.[52]

Otras especies, tales como Luzuriaga radicans oriunda de Chile, tienen un gran potencial como plantas ornamentales.

### Alstroemerias híbridas: origen y mejoramiento genético
La mayoría de los cultivares modernos de alstroemeria no pertenecen a una especie en particular sino que son el resultado de programas de hibridación interespecífica. Por esa razón, los cultivares modernos, que no se pueden adscribir a ninguna especie en particular, se les denomina colectivamente como Alstroemeria hybrida. La gran mayoría de los cultivares modernos, cuyo mejoramiento genético fue iniciado en la compañía holandesa Van Straaveren de Aslsmeer, tienen como objetivo abastecer el mercado de flor de corte. No obstante, algunos de ellos también pueden ser utilizados como excelentes plantas de jardín.
En su origen, estos cultivares provenían de la hibridación entre Alstroemeria aurea (utilizada en el mejoramiento genético para incorporar tallos fuertes y altos en los cultivares híbridos), Alstroemeria pelegrina (su valor en los programas de mejora reside en sus grandes flores) y A. ligtu (usada por sus colores diferentes a las anteriores). A medida que las décadas fueron transcurriendo se sumaron otras muchas especies a estas tres iniciales, tales como: A. pelegrina alba, A. angutifolia, A. diluta, A. hookeri, A. kingii, A. magenta, A. magnifica, A. pulchra, A. revoluta, y A. werdermannii.
Existen barreras a la hibridación entre las especies de Alstroemeria de Chile y aquellas originarias de Brasil. Se han obtenido híbridos interespecíficos con éxito gracias al cultivo in vitro de los embriones híbridos inmaduros. Gracias a esta técnica se han producido los cultivares "Patriot", "Freedom", "Redcoat" y "Liberty". Además, se han producido exitosamente tetraploides (2n=4x=32) de varios híbridos estériles mediante el empleo de técnicas de duplicación cromosómica in vitro.